# Daptolestes sergius
Daptolestes sergius är en tvåvingeart som först beskrevs av Walker 1849.  Daptolestes sergius ingår i släktet Daptolestes och familjen rovflugor. Inga underarter finns listade i Catalogue of Life.